# Suxxess
Suxxess er en svensk-dansk dramafilm fra 2002 instrueret af Peter Schildt. I hovedrollerne ses blandt andre Peter Engman og Göran Ragnerstam med flere.

## Handling
En datavirksomhed er ved at skifte hænder. Efter at have været en behagelig arbejdsplads med kaffepauser og eget kor, er virksomheden ved at udvikle sig til en langt strammere organisation med hård ledelse.

## Medvirkende (i udvalg)
- Peter Engman som Daniel
- Göran Ragnerstam som Robert
- Iwar Wiklander som Gunnar
- Stina Ekblad som Susanne
- Lennart Jähkel som James
- Per Svensson som Bo
- Carina Boberg som Vera
- Gerd Hegnell som Lena
- Eric Ericson som Erik
- Katarina Cohen som Jessica
- Sven Wollter som Sigvard
- Julia Dufvenius som Fanny
- Christopher Wollter som ung mand